# Condé-sur-Vire (comuna suprimida)
Condé-sur-Vire era una comuna nueva francesa que estaba situada en el departamento de Mancha, de la región de Normandía.

## Historia
Fue creada el 1 de enero de 2016, en aplicación de una resolución del prefecto de Mancha de 28 de septiembre de 2015 con la unión de las comunas de Condé-sur-Vire y Le Mesnil-Raoult, pasando a estar el ayuntamiento en la antigua comuna de Condé-sur-Vire.
El 1 de enero de 2017 fue suprimida al fusionarse con la comuna de Troisgots, pasando a formar parte de la comuna nueva de Condé-sur-Vire.

## Demografía
| Gráfica de evolución demográfica de Condé-sur-Vire entre 1800 y 2013 |
|                                                                      |

Los datos entre 1800 y 2013 eran el resultado de sumar los parciales de las dos comunas que formaban la nueva comuna de Condé-sur-Vire, cuyos datos se han cogido de 1800 a 1999, para las comunas de Condé-sur-Vire y Le Mesnil-Raoult de la página francesa EHESS/Cassini. Los demás datos se han cogido de la página del INSEE.

## Composición
| Comuna delegada  | Código INSEE | Población (2013) | Superficie (km²) | Densidad (hab./km²) |
| ---------------- | ------------ | ---------------- | ---------------- | ------------------- |
| Condé-sur-Vire   | 50139        | 3777             | 28.83            | 131                 |
| Le Mesnil-Raoult | 50319        | 403              | 3.98             | 101                 |